# Calycopteris floribunda
Calycopteris floribunda är en tvåhjärtbladig växtart som först beskrevs av William Roxburgh, och fick sitt nu gällande namn av Jean-Baptiste de Lamarck. Calycopteris floribunda ingår i släktet Calycopteris och familjen Combretaceae. Inga underarter finns listade i Catalogue of Life.

## Bildgalleri

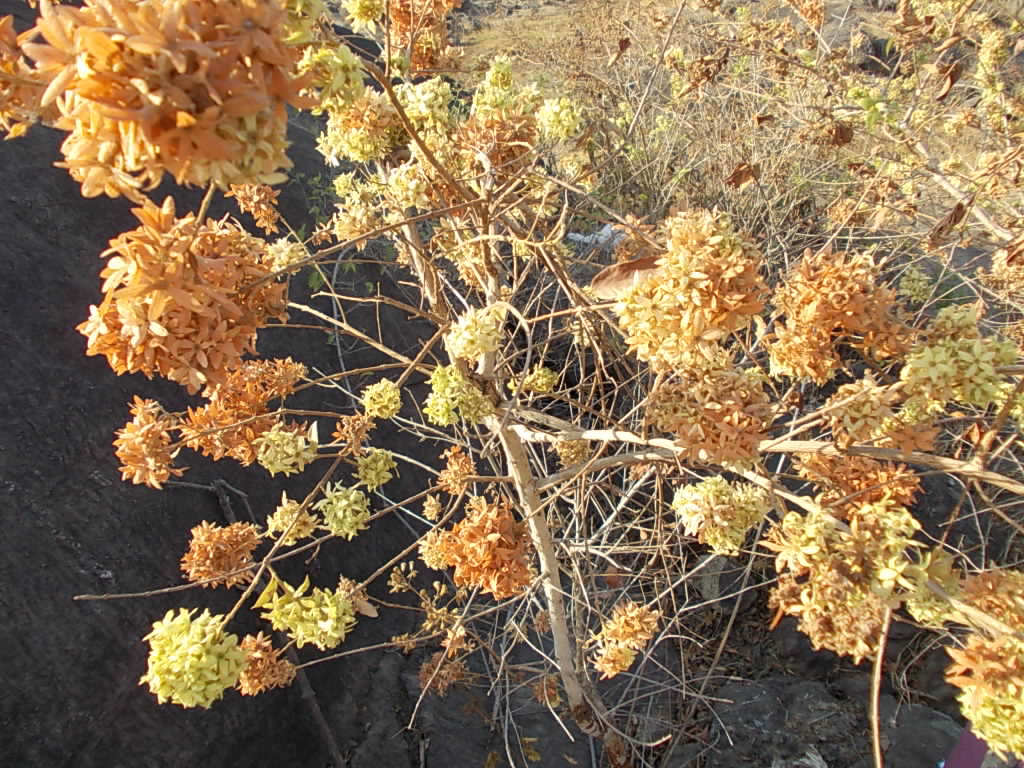